# Aeropuerto Nacional Tomás de Heres
El Aeropuerto Nacional General Tomás de Heres, (IATA: CBL, OACI: SVCB), es un aeropuerto venezolano ubicado en la ciudad de Ciudad Bolívar, Estado Bolívar en la Guayana venezolana y próxima al Río Orinoco. 
Es unos de los aeropuertos del país con mayor tráfico doméstico y turístico debido a su posición en la geografía venezolana. Es sede de la aerolínea Rutaca y de varias empresas de aerotaxis.

## Infraestructura
El aeropuerto cuenta con una pista en funcionamiento, pista 07/25, además, el aeropuerto de Ciudad Bolívar cuenta con un banco, casas de cambio, empresas de alquiler automovilístico y estacionamiento para 200 vehículos aproximadamente.
La pequeña pista sin embargo sirve de ayuda al Aeropuerto Internacional Manuel Piar de Ciudad Guayana cuando este recibe trabajos de mantenimiento, desviándose todos los vuelos hacia este aeropuerto.
Ayudas a la Navegación Aérea: VOR (CBL 115.100 MHz ), DME, NDB (CBL 278 kHz) y Torre de Control en frecuencia 122.200 MHz dotada de equipos de telecomunicaciones, servicio meteorológico y servicio de combustible JET-A1 y AV-GAS.

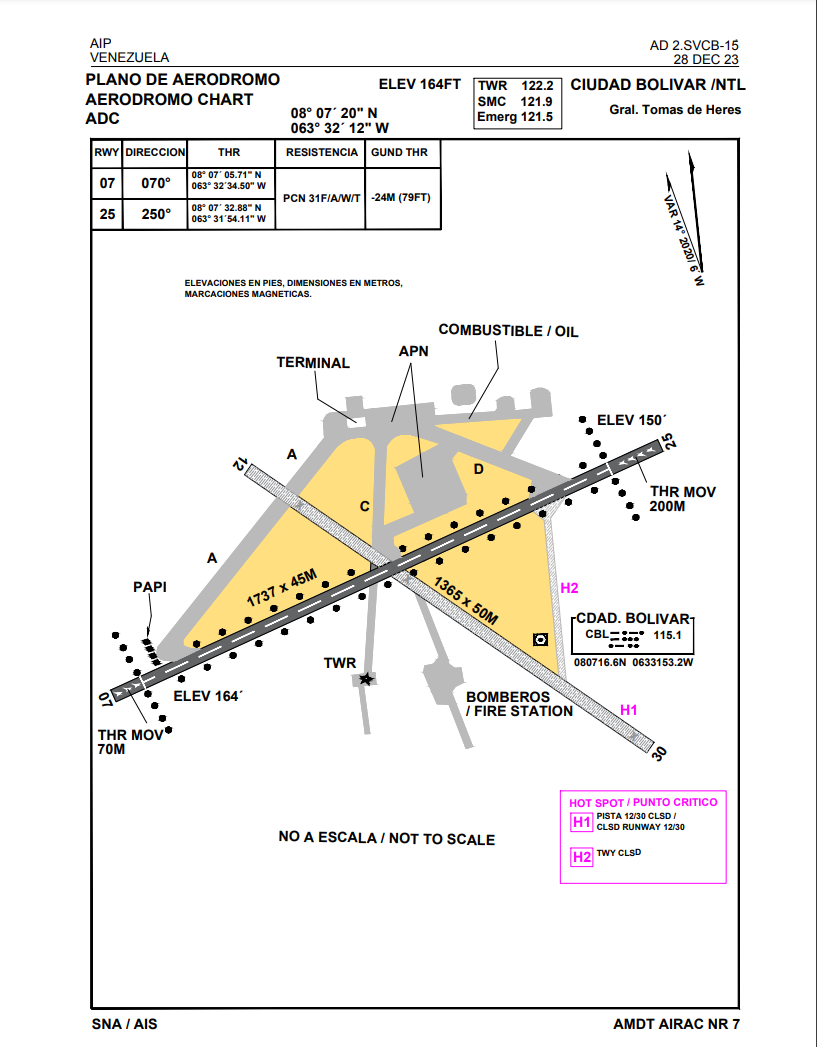
Carta del Aeropuerto General Tomás de Heres, Ciudad Bolívar, Venezuela, publicada en el AIP, 28 de diciembre de 2023

## Actualidad
Durante casi dos años (21 de marzo de 2014 hasta diciembre de 2015) se estuvo reasfaltando la pista, el aeropuerto estuvo sin vuelos nacionales, hasta el 7 de mayo de 2016 con el vuelo 316 de Rutaca, CCS-CBL. Mientras tanto sólo aeronaves pequeñas operaban en la terminal aeroportuario con destinos exclusivamente a las zonas turísticas de Canaima y, sectores mineros, donde sólo, se llega vía aérea.
El 4 de diciembre de 2015 se dejó oficialmente reinaugurada la pista de aterrizaje del Aeropuerto Nacional General Tomás de Heres, de Ciudad Bolívar, sin embargo pasaron más de 5 meses para reanudar los vuelos comerciales. Los trabajos de asfaltado quedaron inconclusos, no se acondicionó ni las calles de rodaje de los extremos ni la plataforma de estacionamiento. También reactivo operaciones comerciales con la aerolínea Rutaca Airlines en 2 frecuencias.

## Aerolínea y Destino
| Destinos por aerolínea                | Destinos por aerolínea |
| Aerolínea                             | Ciudad                 |
| ------------------------------------- | ---------------------- |
| Rutaca Airlines 1 destino             | Nacional (1): Caracas  |
| Total: 1 destino, 1 país, 1 aerolínea |                        |

### Destino Nacional
| Ciudades                                | Nombre del aeropuerto                               | Aerolínea       | Frecuencia |
| --------------------------------------- | --------------------------------------------------- | --------------- | ---------- |
| Distrito Capital - Caracas              | Aeropuerto Internacional de Maiquetía Simón Bolívar | Rutaca Airlines | 1          |
| Total: 1 destino, 1 estado, 1 aerolínea |                                                     |                 |            |

Opera la siguiente aerolínea con el respectivo equipo, así:
- Rutaca Airlines: Boeing 737-300

### Vuelos Chárter y Estacionales
- Transmandu (Vuelos Chárters)
  - Canaima / Aeropuerto Parque nacional Canaima
  - Santa Elena de Uairen / Aeropuerto de Santa Elena de Uairen
  - Porlamar / Aeropuerto Internacional del Caribe Santiago Mariño

- T.A.A. (Turismo Aéreo Amazonas) (Vuelos Chárters)
  - Puerto Ayacucho / Aeropuerto Cacique Aramare
  - Porlamar / Aeropuerto Internacional del Caribe Santiago Mariño
  - Canaima / Aeropuerto Parque nacional Canaima

- Canaima Tours (Vuelos Chárters)
  - Canaima / Aeropuerto Parque nacional Canaima

## Incidentes
- 25 de enero de 2001: Rutaca Airlines Vuelo 225, modelo Douglas DC-3C YV-224-C se estrelló en Ciudad Bolívar, falleciendo a todos a bordo (24 personas), más una persona en el suelo. Otra persona en el suelo resultó gravemente herido. Hubo informes no confirmados de una persona pudo diciendo en que pudo haber sido 25 a bordo de la aeronave. El avión estaba en un vuelo de pasajeros nacionales no regulares de Tomás de Heres al Aeropuerto Internacional del Caribe Santiago Mariño, Porlamar. Se había desarrollado un problema de motor poco después del despegue.[8][9]

- 14 de octubre de 2016: un Baron 55 YV1203 cae al río Orinoco cuando aproximaba al aeropuerto, no hubo víctimas.[cita requerida]

- 17 de abril de 2009; accidente aéreo del Cessna 208 Caravan de Línea Turística Aereotuy.